# Šandor Rajčić
Šandor (Aleksandar) Rajčić je bio kulturni djelatnik bačkih Hrvata. Radio je kao novinar i novinski urednik te visoki dužnosnik.
Uređivao je subotički list Neven od 1911. do 1912. godine. U Nevenu je nastavio surađivati. Bio je dijelom zajednice bunjevačkih Hrvata koji se izričito izjasnio Hrvatom. 1913. je u Nevenu (br. 7, 9) zapisao: "Načelo nam je da su Bunjevci i Šokci ogranak naroda hrvatskoga, a naš jezik čisto da je hrvatski". Pisao je i za Mandićevu Subotičku Danicu.
Tijekom rata bio je pod pojačanom redarstvenom primotrom, kao i još neki uglednici tamošnjih Hrvata. 
Nakon što je na novosadskoj Velikoj skupštini 25. studenoga 1918. proglašeno priljučenje Baranje, Bačke i Banata novoj državi južnih Slavena, proglasilo se upravno tijelo koje je bilo zapravo vlada Veliki narodni savjet. Šandor Rajčić je bio među tim subotičkim Hrvatima koje su bili ušli u sastav tog tijela, pored Blaška Rajića, Mirka Ivkovića Ivandekića, Fabijana (Babijana) Malagurskog, Vojislava Stankovića, Ivana i Stipana Vojnića Tunića.
Nakon rata bio je senatorom u subotičkoj gradskoj upravi. Nastavio je surađivati u Nevenu koji je ponovo izašao 17. studenoga 1918., kao prvi subotički dnevni list na hrvatskom jeziku.